# Tallahassee
Tallahassee (pronuncia in inglese /ˌtæləˈhæsi/, in italiano /tallaˈassi/ o /talaˈasi/) è una città degli Stati Uniti d'America di 181 376 abitanti, capitale della Florida e capoluogo della Contea di Leon.
Sede dell'Università statale della Florida, della Florida A&M University, del Tallahassee Community College e della Pat Thomas Law Enforcement Academy, è un importante centro commerciale e agricolo della regione.
Ci sono due aeroporti, il Tallahassee Regional Airport (KTLH) e il Tallahassee Commercial Airport (K68J).

## Storia
Il toponimo "Tallahassee" è una parola degli indiani Muskogee spesso tradotta come "vecchi campi" o "vecchia città". Ciò potrebbe derivare dagli indiani Creek (più tardi chiamati Seminole) che migrarono in questa regione nel XVIII secolo. La zona era stata precedentemente occupata dai potenti Apalachee, che coltivarono grandi estensioni di cereali e la loro cultura agricola fu notata dagli spagnoli che nel XVII secolo inviarono dei missionari per cercare di convertirli ma soprattutto per ottenere cibo e lavoratori per la loro colonia di San Augustín (attuale St. Augustine). Una delle missioni più importanti, la Mission San Luis de Apalachee, è stata parzialmente ricostruita e adesso è un sito di importanza storica a Tallahassee.
I missionari spagnoli non furono i primi europei ad essere giunti in questi luoghi, in quanto erano stati preceduti all'esploratore Hernando de Soto che passò l'inverno del 1538-1539 accampato presso il villaggio Apalachee di Anhaica, di cui si era impadronito con la forza. Il brutale trattamento al quale De Soto sottopose i nativi provocò una feroce reazione che lo spinse ad abbandonare questi luoghi nella primavera seguente. Il sito di Anhaica, vicino all'attuale Myers Park, fu individuato nel 1987 dall'archeologo Calvin Jones.
La fondazione di Tallahassee fu soprattutto una questione di convenienza. Nel 1821 la Florida fu ceduta dalla Spagna agli Stati Uniti d'America che istituì un governo territoriale, ma l'impraticabilità di far riunire l'assemblea territoriale alternativamente una volta a St. Augustine e una volta a Pensacola (all'epoca le due maggiori città del territorio) portò il governatore William Pope Duval a nominare due commissari per scegliere un centro abitato situato in posizione più centrale.
Nell'ottobre del 1823, John Lee Williams di Pensacola e il Dr. William Simmons di St. Augustine scelsero l'ex insediamento indiano di Tallahassee (all'incirca a metà strada tra le due città). Oltre alla posizione, influì sulla decisione anche la presenza di una bella cascata nelle vicinanze (le attuali Capital Cascades) e la presenza della vecchia capitale degli indiani Apalachee. Nel marzo dell'anno seguente fu proclamata ufficialmente la capitale. La Florida divenne uno Stato nel 1845.
Nel 1827 Ralph Waldo Emerson, dopo una visita, dette questo giudizio poco lusinghiero della città: "Un posto grottesco di speculatori terrieri e disperati".
Tallahassee ha avuto un momento di celebrità durante le Elezioni presidenziali statunitensi del 2000, in quanto capitale dello Stato i cui voti erano disputati.
Tallahassee fu l'unica capitale statale degli Stati Confederati d'America a est del fiume Mississippi a non essere stata catturata dalle truppe unioniste durante la guerra di secessione americana. La Battaglia di Natural Bridge fu combattuta fuori Tallahassee, soprattutto da studenti di quella che più tardi divenne la Florida State University, che è l'unica scuola o accademia non militare ad aver avuto un tale onore.

## Geografia fisica
Secondo lo United States Census Bureau, la città ha una superficie totale di 254,5 km², dei quali 247,9 km² di territorio e 6,6 km² di acque interne (2,59% del totale).

## Società

### Evoluzione demografica
Al censimento del 2000 la città contava 150 624 abitanti, la cui origine etnica era così suddivisa: 60,42% bianchi, 34,24% neri, 4,19% ispanici, 2,40% asiatici, 0,25% nativi americani, 0,05% isolani dell'oceano Pacifico, 0,97% di altra origine, 1,67% multirazziali.

## Università e college
- University-Tallahassee Campus
- Flagler College-Tallahassee Campus
- Florida A&M University
- Florida State University
- Keiser College Culinary Institute
- Lewis M. Lively Area Vocational-Technical School
- Tallahassee Community College

## Attrazioni
- Alfred B. Maclay Gardens State Park
- Florida State Capitol
- Florida Supreme Court
- Lake Bradford
- Lake Ella
- Lake Jackson
- Lake Jackson Mounds Archaeological State Park
- Lake Talquin
- Mission San Luis
- Myers Park
- Railroad Square Art Park
- Tom Brown Park
- Young Actors Theatre
- Wakulla Springs State Park nei pressi di Crawfordville
- Natural Bridge Battlefield State Historic Site (a Woodville)

## Festival
- Springtime Tallahassee
- Southern Shakespeare Festival

## Amministrazione

### Gemellaggi
Tallahassee è gemellata con cinque città, come designato dal Sister Cities International, Inc. (SCI):
- Krasnodar
- Konongo-Odumase
- Sint Maarten
- Sligo
- Ramat HaSharon
- Tirana